# Eblani
Los Eblani ( Ἐβλάνοι) o Eblanii ( Ἐβλάνιοι) (el nombre varia en algunos manuscritos: Ebdani [ Ἐβδανοί]; Blani [Βλάνοι]; Blanii [Βλάνιοι]) era un grupo tribal de la antigua Irlanda conocidos por una única mención del geógrafo Claudio Ptolomeo, donde menciona que habitaban una región de la costa oriental, al norte de Dublín. Ptolomeo también menciona una ciudad llamada Eblana ( Ἔβλανα), localizada entre los estuarios de los ríos Buvinda (Βουουίνδα) y Oboca (᾿Οβόκα), lo que corresponde a un emplazamiento entre el río Boyne y probablemente el río Liffey respectivamente. O'Rahilly sugiere que el nombre tribal, que reconstruyó especualivamente como *Ebodanī,  pudo sobrevivir en el topónimo Edmann, una región de la costa este, probablemente en el condado de Louth, ocasionalmente citado en textos antiguos. El razonamiento de O'Rahilly está inspirado en la forma Ebdanoi [ Ἐβδανοί] encontrado en un manuscrito de Ptolomeo, pero se ha demostrado que tal variante es un error de transcripción para Eblanoi ( Ἐβλάνοι) en caligrafía uncial, donde Λ se ha malinterpretado como Δ, y no viceversa. Este error de lectura no puede interpretarse como argumento de apoyo a la hipótesis de O'Rahilly.